# Seleção Checa de Futebol
A Seleção Checa de Futebol(português europeu) ou Seleção Tcheca de Futebol(português brasileiro) representa a Tchéquia (Chéquia) nas competições de futebol da FIFA desde a dissolução da Tchecoslováquia, em 1992.

## Títulos
| Torneios amistosos | Torneios amistosos | Torneios amistosos | Torneios amistosos |
|                    | Competição         | Vezes              | Ano                |
| ------------------ | ------------------ | ------------------ | ------------------ |
|                    | Universíada        | 1                  | 1993               |
| Hong Kong          | Carlsberg Cup      | 1                  | 2000               |
| Japão              | Copa Kirin         | 1                  | 2011               |

### ComoTchecoslováquia
| CONTINENTAIS            | CONTINENTAIS    | CONTINENTAIS | CONTINENTAIS |
|                         | Competição      | Vezes        | Ano          |
| ----------------------- | --------------- | ------------ | ------------ |
|                         | Eurocopa        | 1            | 1976         |
| EVENTOS MULTIESPORTIVOS |                 |              |              |
|                         | Competição      | Vezes        | Ano          |
|                         | Jogos Olímpicos | 1            | 1980         |
|                         | Jogos Olímpicos | 1            | 1964         |

## Campanhas de destaque
- Copa das Confederações FIFA: 3º lugar - 1997
- Eurocopa: 2º lugar - 1996
- Campeonato Mundial Sub-20: 2º lugar - 2007
- Copa do Mundo: 2° lugar - 1934, 1962

## Campeonato do Mundo
| Desempenho na Copa do Mundo | Desempenho na Copa do Mundo | Desempenho na Copa do Mundo | Desempenho na Copa do Mundo | Desempenho na Copa do Mundo | Desempenho na Copa do Mundo | Desempenho na Copa do Mundo | Desempenho na Copa do Mundo | Desempenho na Copa do Mundo |
| Ano                         | Fase                        | Posição                     | J                           | V                           | E                           | D                           | GP                          | GS                          |
| --------------------------- | --------------------------- | --------------------------- | --------------------------- | --------------------------- | --------------------------- | --------------------------- | --------------------------- | --------------------------- |
| 1998                        | Não se classificou          | -                           | -                           | -                           | -                           | -                           | -                           | -                           |
| 2002                        | Não se classificou          | -                           | -                           | -                           | -                           | -                           | -                           | -                           |
| 2006                        | 1ª fase                     | 20/32                       | 3                           | 1                           | 0                           | 2                           | 3                           | 4                           |
| 2010                        | Não se classificou          | -                           | -                           | -                           | -                           | -                           | -                           | -                           |
| 2014                        | Não se classificou          | -                           | -                           | -                           | -                           | -                           | -                           | -                           |
| 2018                        | Não se classificou          | -                           | -                           | -                           | -                           | -                           | -                           | -                           |
| 2022                        | Não se classificou          | -                           | -                           | -                           | -                           | -                           | -                           | -                           |
| Total                       | 1/5                         | 0 titulos                   | 3                           | 1                           | 0                           | 2                           | 3                           | 4                           |

## Campeonato Europeu

O brasão de armas do país foi utilizado pela seleção tcheca até 2012.

-1996: Vice-campeã
-2000: Primeira Fase
-2004: Terceiro Lugar
-2008: Primeira Fase
-2012: Quartas de Final
-2016: Primeira Fase
-2020: Quartas de Final
-2024: Primeira Fase

## Maiores artilheiros
| #   | Nome              | Gols |
| --- | ----------------- | ---- |
| 1º  | Jan Koller        | 55   |
| 2º  | Milan Baros       | 41   |
| 3º  | Vladimír Šmicer   | 27   |
| 4º  | Tomáš Rosický     | 23   |
| 5º  | Pavel Kuka        | 22   |
| 6º  | Patrik Berger     | 18   |
| 7º  | Pavel Nedvěd      | 18   |
| 8º  | Patrik Schick     | 15   |
| 9º  | Vratislav Lokvenc | 14   |
| 10º | Tomáš Necid       | 12   |

## Mais jogos
| #   | Nome              | Jogos |
| --- | ----------------- | ----- |
| 1º  | Petr Čech         | 124   |
| 2º  | Karel Poborský    | 118   |
| 3º  | Tomáš Rosický     | 105   |
| 4º  | Jaroslav Plašil   | 103   |
| 5º  | Milan Baroš       | 93    |
| 6º  | Jan Koller        | 91    |
| 7º  | Pavel Nedvěd      | 91    |
| 8º  | Vladimír Šmicer   | 81    |
| 9º  | Tomáš Ujfaluši    | 78    |
| 10º | Marek Jankulovski | 77    |